# Alien Breed (серия игр)
Alien Breed — серия компьютерных игр в жанре шутера, разработанная компанией Team17. Все игры серии были разработаны для домашнего компьютера Amiga, только две игры были также портированы на IBM PC. Ремейк Alien Breed был сделан на движке Unreal Engine 3 и выпущен на PlayStation 3, Xbox 360 и PC.

## История
Первая игра серии, Alien Breed, была разработана в 1991 году для компьютера Amiga. В 1993 году она была портирована на IBM PC, а для Amiga было выпущено эксклюзивное продолжение, Alien Breed II: The Horror Continues. Оно стало первой игрой компании, использовавшей возможности нового на тот момент чипсета AGA.
Третья игра серии, Alien Breed: Tower Assault, была выпущена в 1994 году и стала последней игрой серии, использовавшей двухмерную графику. Она также была портирована на IBM PC.
В связи с ростом популярности шутеров от первого лица, таких как Doom, и появление их на компьютере Amiga привело к переходу серии в 3D и «перезагрузке» франчайза. Игра Alien Breed 3D была выпущена в 1995 году. Она также стала первой игрой Team17, изданной сторонней компанией, которой стала Ocean Software.
В 1996 году была выпущена последняя игра серии, Alien Breed 3D II: The Killing Grounds. Она планировалась как последняя игра Team17 для Amiga, однако в 1997 году компания выпустила эксклюзивную для Amiga игру Worms: The Director's Cut.
В 1999 году началась разработка игры Alien Breed: Conflict для IBM PC и игровой консоли Dreamcast. Проект был закрыт из-за его размера.
В 2003 году была анонсирована игра Alien Breed 2004 для игровой консоли PlayStation 2. В 2005 году проект был закрыт из-за отсутствия интереса со стороны издателей.
В июне 2005 года был выпущен любительский ремейк первой игры серии под названием Alien Breed Obliteration для Windows, также включающий некоторые улучшения и 15 новых уровней. Спустя некоторое время после релиза, сайт проекта был закрыт. Тем не менее, эту бесплатную игру все ещё можно загрузить Архивная копия от 28 декабря 2011 на Wayback Machine с некоторых загрузочных порталов наподобие chip.eu.
Осенью 2008 года Мартин Браун, глава студии Team17, сообщил о ведущейся разработке новой игры серии для игровых консолей.
16 декабря 2009 года вышла новая игра Alien Breed: Evolution для Xbox 360.
3 июня 2010 года вышла версия Alien Breed: Evolution для PC, под названием Alien Breed: Impact. Игра распространяется через систему цифровой дистрибуции Steam.
22 сентября 2010 года была выпущена игра Alien Breed 2: Assault.
17 ноября 2010 года была выпущена очередная и последняя игра трилогии Alien Breed 3: Descent.

## Игровой процесс
Первые три игры серии использовали двухмерную графику и вид сверху и имели режим игры для двух игроков.
Некоторые игры серии использовали трёхмерную графику с видом от первого лица, аналогично игре Doom.
Игры серии на движке Unreal Engine 3 сделаны в виде скролл-шутера, как это было в Alien Shooter.

## Сюжет
Alien Breed: Impact
Теодор Джей Конрад (англ. Theodor J. Conrad) — старший механик на космическом корабле «Леопольд». Когда корабль вышел из гиперпространства, то столкнулся с огромным неизвестным кораблём-призраком. Инопланетные твари начали пробираться на «Леопольд» и истреблять команду. Конрад был вынужден взять инициативу в свои руки и начать сражаться, чтобы спасти свою жизнь и корабль. В этом ему помогает женщина-андроид МИА, которая даёт Конраду советы, помогает найти ключ-карты, консоли или оружие, необходимые для того, чтобы пройти каждый уровень и попытаться найти способ спасти «Леопольд».
Пройдя 4 уровня, Конрад вынужден перейти на борт корабля-призрака для продолжения своих поисков. На корабле его поджидает жуткая тварь со щупальцами, победив которую, Конрад продолжает свой путь.
В кооперативном режиме, два парня, Барнс и Вэнс, пытаются найти Конрада прорываясь через наводнивших «Леопольд» тварей. Когда они проходят очередную зону, то используют лифт для перехода на другой уровень, предварительно взрывая предыдущий.
Alien Breed 2: Assault
В Alien Breed 2: Assault мы вновь выступаем в роли Теодора Конрада, старшего механика с ныне погибшего корабля Леопольд и продолжаем борьбу за выживание и спасение критически повреждённого корабля. События продолжаются сразу же после окончания Alien Breed: Impact. Конрад намерен перезапустить корабельные двигатели и после нескольких провальных попыток МИА решает взойти на борт, чтобы подключиться к главному компьютеру корабля и попытаться завести двигатели. Она попадает под влияние капитана корабля Уолтера Кляйна (англ. Walter Klien) который загрузил свой разум в компьютер, чтобы выжить и превратился в искусственный интеллект. Он говорит Конраду, что корабль — на самом деле древняя космическая научная станция с Земли, которой уже больше 200 лет и что на ней, люди нашли способ управлять инопланетными формами жизни. Кляйн захватывает МИА, оставляя Конрада одного. Ему приходится в одиночку пытаться активировать двигатели.
В кооперативном режим игроки вновь выступают в роли Барнса и Вэнса, которых МИА послала Конраду на помощь. После того как они находят Конрада, их разделяет внезапной атакой инопланетян и Вэнс погибает в бою.
Alien Breed 3: Descent
Дела у главного героя Теодора Конрада идут более чем плохо. Его товарищи Барнс и Вэнс погибли, так же как и андроид МИА, теперь он один… Единственным существом на корабле способном говорить, помимо Конрада, является искусственный интеллект Уолтера Кляйна. Находясь сотни лет в одиночестве искусственный интеллект развивался и рос. В итоге он взял под полный контроль все системы корабля-призрака, а точнее научную станцию Агерра (англ. Aguerra), а вместе с ней и всех пришельцев, модифицируя и развивая их. Позже, Конрад выясняет, что МИА не мертва, а попала под контроль Кляйна и ему приходится сражаться со своей бывшей напарницей. После победы, МИА говорит Конраду, как уничтожить Кляйна и отключается навсегда. Теперь нашему герою приходится в одиночку пробираться через древние палубы Агерры, кишащие жестокими тварями, которые многие столетия развивались и плодились на нём. Маниакальный голос Кляйна всюду преследует Конрада, он всячески мешает главному герою достичь цели, то разрушая и уничтожая системы корабля, то посылая на него полчища пришельцев. Но главный герой не сдаётся… Кляйн заплатит за всё!